# Can Bonhivern
Can Bonhivern o Can Mogas és una masia gòtica de Vilassar de Dalt (Maresme) protegida com a bé cultural d'interès local.

## Descripció
Edifici civil, es tracta d'una masia amb planta baixa, pis i tres cossos perpendiculars a la façana, igual que el carener de la teulada amb dos vessants.
L'estructura original de l'edifici ha estat modificada pel vessant esquerra. Aquesta remodelació ha malmès el conjunt com a tal, encara que la masia conserva molt bé el portal de mig punt adovellat i les dues finestres d'estil gòtic -ambdues amb la llinda treballada en forma d'arc conopial amb lobulacions-. La finestra situada al damunt del portal presenta les impostes esculpides amb quatre rostres; l'ampit ha estat suprimit per convertir la finestra en un petit balcó.
Altres obertures han estat realitzades posteriorment degut a la subdivisió de l'edifici en diversos habitatges.